# David Bunderla
David Bunderla (Kranj, 31 luglio 1987) è un ex calciatore sloveno, di ruolo attaccante.

## Palmarès

### Club

#### Competizioni nazionali
- Campionato sloveno: 2

Maribor: 2008-2009, 2010-2011
- Supercoppa di Slovenia: 1

Maribor: 2009
- Coppa di Slovenia: 1

Maribor: 2009-2010